# Pedro Ercílio Simon
Pedro Ercílio Simon (Ibiaçá, 9 settembre 1941 – Passo Fundo, 1º giugno 2020) è stato un arcivescovo cattolico brasiliano.

## Biografia
Pedro Ercílio Simon nacque a Ibiaçá il 9 settembre 1941

### Formazione e ministero sacerdotale
Entrò in seminario all'età di dieci anni con il primo gruppo di seminaristi della neonata diocesi di Passo Fundo. Frequentò le scuole superiori nel seminario "Nostra Signora di Fatima" a Erechim e studiò filosofia e teologia presso la Facoltà "Nossa Senhora da Conceiçãoa" a Viamão dal 1959 al 1966.
Il 12 dicembre 1965 fu ordinato presbitero per la diocesi di Passo Fundo insieme al fratello Ireneo. In seguito fu promotore vocazionale diocesano, professore di teologia dogmatica, rettore del seminario "Nostra Signora di Aparecida", coordinatore della pastorale e vicario generale. Svolse il ministero pastorale nella cattedrale di Nostra Signora Aparecida e nelle parrocchie di San Giuda Taddeo, di San Cristoforo e del Sacro Cuore di Gesù. Nel 1981 guidò il primo pellegrinaggio diocesano in onore di Nostra Signora Aparecida.

### Ministero episcopale
Il 24 ottobre 1990 papa Giovanni Paolo II lo nominò vescovo coadiutore di Cruz Alta. Ricevette l'ordinazione episcopale il 30 dicembre successivo nella cattedrale di Nostra Signora Aparecida a Passo Fundo dall'arcivescovo Carlo Furno, nunzio apostolico in Brasile, co-consacranti il vescovo di Passo Fundo Urbano José Allgayer e quello di Cruz Alta Jacó (Jacob) Roberto Hilgert.
Il 5 luglio 1995 lo stesso pontefice lo nominò vescovo di Uruguaiana.
Il 16 settembre 1998 lo stesso papa Giovanni Paolo II lo nominò vescovo coadiutore di Passo Fundo. Il 19 maggio dell'anno successivo succedette alla medesima sede. Il 13 aprile 2011 papa Benedetto XVI elevò la diocesi al rango di arcidiocesi metropolitana con la bolla Ad totius dominici e nominò monsignor Simon suo primo arcivescovo metropolita. Il 29 giugno dello stesso anno il papa gli impose il pallio, simbolo degli arcivescovi metropoliti, durante una celebrazione svoltasi nella basilica di San Pietro in Vaticano.
L'11 luglio 2012 lo stesso pontefice accettò la sua rinuncia al governo pastorale dell'arcidiocesi per motivi di salute.
In seno alla Conferenza episcopale regionale Sul 3 fu responsabile per l'accompagnamento pastorale della pastorale liturgica, della pastorale vocazionale, dei seminari, della pastorale presbiterale e delegato per la pastorale dei migranti. Dal 2001 al 2004 fu segretario regionale dei vescovi dello Stato di Rio Grande do Sul.
Da tempo malato di Parkinson e Alzheimer, morì all'ospedale "San Vincenzo de' Paoli" il 1º giugno 2020 all'età di 78 anni per COVID-19. Le esequie si tennero lo stesso giorno alle ore 16 nella cattedrale di Nostra Signora Aparecida a Passo Fundo in forma strettamente privata a causa della pandemia di COVID-19.

## Genealogia episcopale
La genealogia episcopale è:
- Cardinale Scipione Rebiba
- Cardinale Giulio Antonio Santori
- Cardinale Girolamo Bernerio, O.P.
- Arcivescovo Galeazzo Sanvitale
- Cardinale Ludovico Ludovisi
- Cardinale Luigi Caetani
- Cardinale Ulderico Carpegna
- Cardinale Paluzzo Paluzzi Altieri degli Albertoni
- Papa Benedetto XIII
- Papa Benedetto XIV
- Papa Clemente XIII
- Cardinale Marcantonio Colonna
- Cardinale Giacinto Sigismondo Gerdil, B.
- Cardinale Giulio Maria della Somaglia
- Cardinale Carlo Odescalchi, S.I.
- Cardinale Costantino Patrizi Naro
- Cardinale Lucido Maria Parocchi
- Papa Pio X
- Papa Benedetto XV
- Papa Pio XII
- Cardinale Eugène Tisserant
- Cardinale Paolo Bertoli
- Cardinale Carlo Furno
- Arcivescovo Pedro Ercílio Simon